# Eucaristía

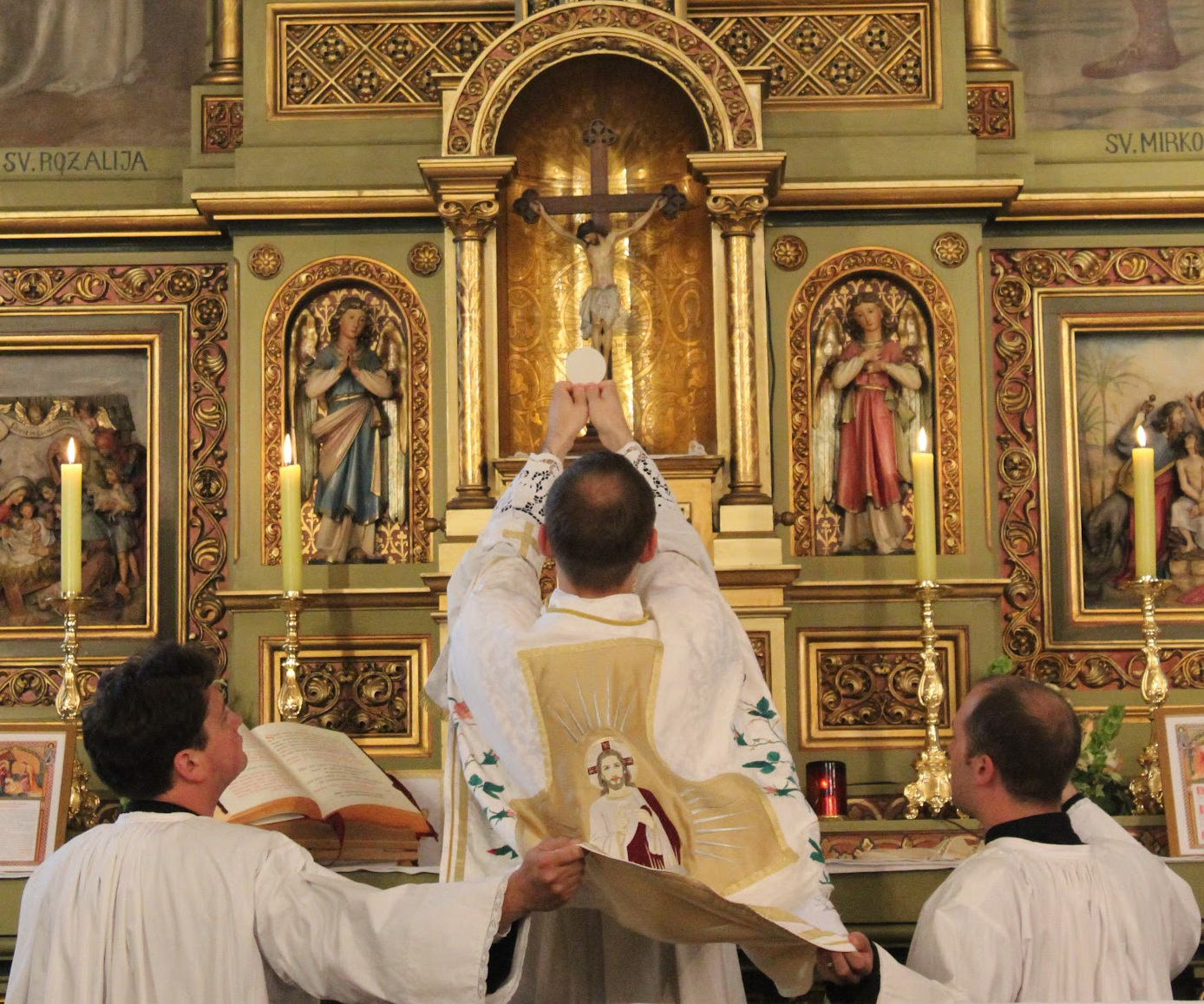
Elevación de la Eucaristía, después de la consagración en el rito romano tradicional.

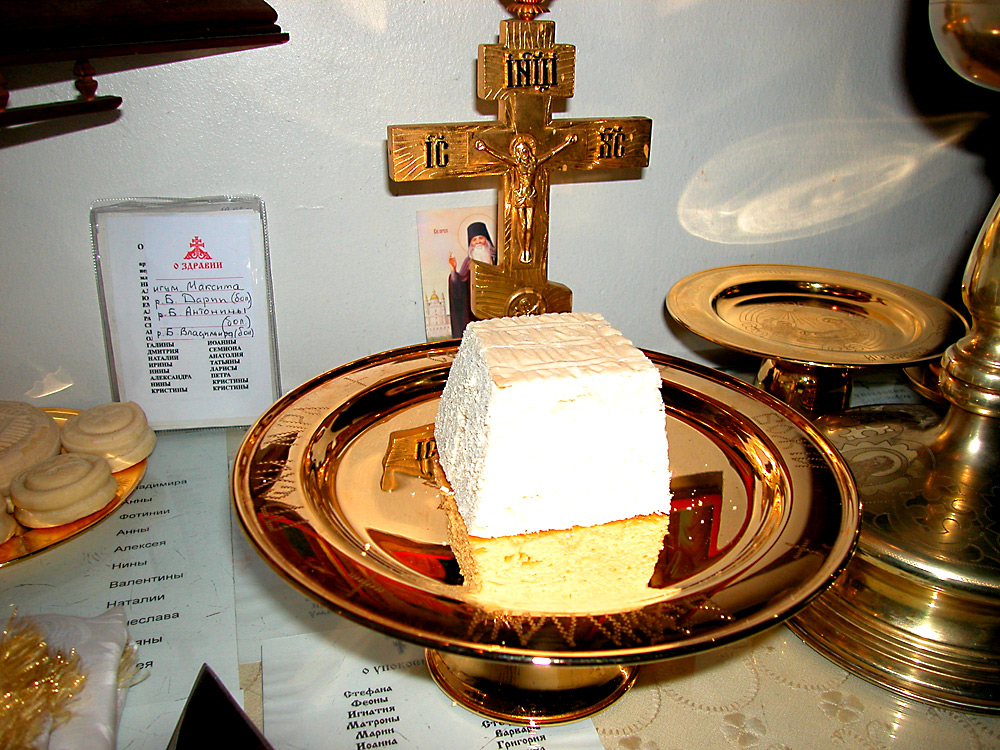
Preparación de las especies y objetos litúrgicos para la Divina Liturgia según el Rito eslavo-bizantino.

La eucaristía  (del griego εὐχαριστία, eucharistía, acción de gracias), llamada también santo sacrificio, cena del Señor, fracción del pan, sagrada comunión, santísimo sacramento, santos misterios o santa cena, es el cuerpo y la sangre de Jesucristo bajo las especies de pan y vino, según la tradición de la iglesia católica, ortodoxa, copta, luterana y algunos anglicanos. La eucaristía es considerada un sacramento en la mayoría de las iglesias.
Los elementos de la eucaristía son el pan sacramental y el vino sacramental que se consagran en un altar y se consumen a partir de entonces. Los comulgantes, aquellos que consumen los elementos, pueden hablar de "recibir la eucaristía", así como de "celebrar la eucaristía". 
Los católicos creen que por la consagración las sustancias del pan y el vino en realidad se convierten en el cuerpo y la sangre de Cristo (transubstanciación) mientras las apariencias (o "especies") del pan y el vino permanecen inalteradas. Los luteranos creen que el cuerpo y la sangre de Cristo están realmente presentes "en, con y bajo" las formas del pan y el vino. Los cristianos reformados creen en una presencia espiritual de Cristo en la eucaristía. La teología eucarística anglicana no es unánime, los anglicanos evangélicos creen que se trata de una presencia espiritual, mientras que los anglocatólicos sostienen una presencia corporal.
En la Iglesia católica, en las Iglesias ortodoxas, copta y en la Iglesia anglicana, la eucaristía se considera la fuente y culmen de la vida de todo cristiano. De acuerdo al catecismo de la Iglesia católica la eucaristía representa un signo de unidad, vínculo de caridad y banquete pascual en el que se recibe a Cristo, el alma se llena de gracia y se nos da prenda de la vida eterna.

## Terminología
El Nuevo Testamento fue originalmente escrito en idioma griego y el sustantivo griego εὐχαριστία (eucharistia), que significa "acción de gracias", es mencionado algunas veces en este, mientras que el verbo griego relacionado εὐχαριστήσας se encuentra varias veces en los relatos del Nuevo Testamento de la Última Cena,  incluyendo el primer relato más antiguo:

Yo he recibido del Señor lo que a mi vez les he transmitido. El Señor Jesús, la noche en que fue entregado, tomó pan y, después de dar gracias (εὐχαριστήσας), lo partió diciendo: «Esto es mi cuerpo, que es entregado por ustedes; hagan esto en memoria mía.»

El término εὐχαριστία (eucharistia) aparece como rito en la Didaché (documento de finales del siglo I o principios del II), y por Ignacio de Antioquía (que murió entre 98 y 117) y por Justino Mártir (Primera Apología escrita entre 155 y 157).  Hoy en día, "la Eucaristía" es el nombre todavía usado por los ortodoxos orientales, católicos, anglicanos, presbiterianos y luteranos. Otras denominaciones protestantes rara vez usan este término, prefiriendo "Comunión", "La Cena del Señor" o "Partición del Pan".

## Teología de la eucaristía
Se pueden considerar cinco cosas principales que han sido objeto de la reflexión teológica acerca de la eucaristía: la institución del sacramento, la eucaristía como sacrificio incruento, la eucaristía como presencia real de Cristo, la eucaristía como comunión y la eucaristía como prenda de la gloria futura.

### Institución del sacramento
La teología católica considera a la eucaristía como un sacramento instituido por Jesucristo durante la Última Cena.

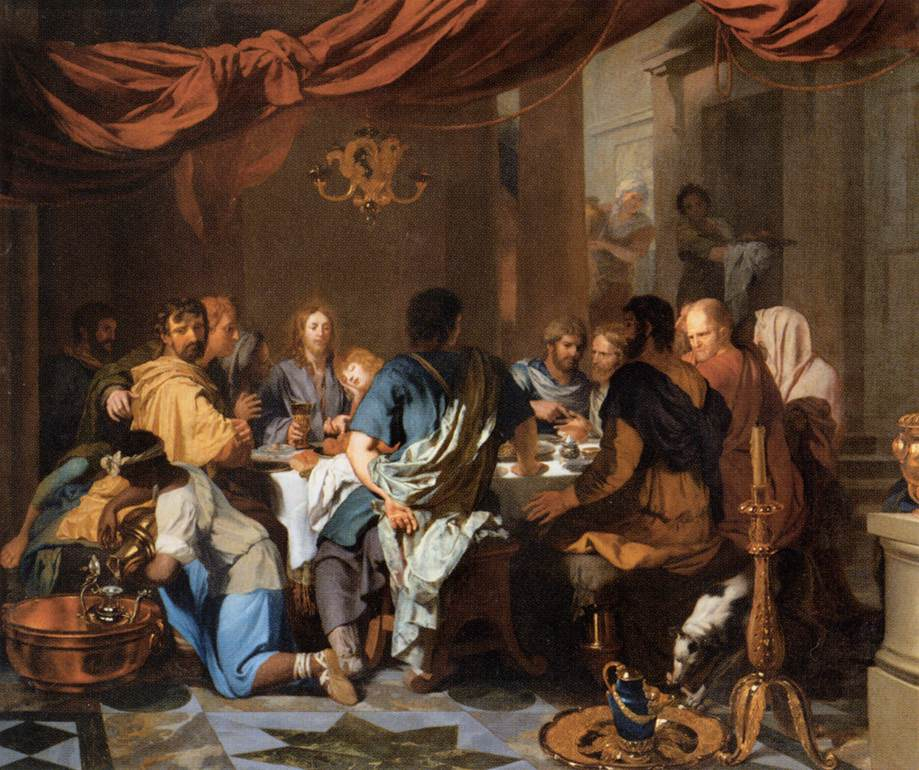
Gérard de Lairesse - La institución de la Eucaristía

La Iglesia católica afirma que la institución de la eucaristía por Jesucristo, tal como lo relatan los evangelios sinópticos, se realizó cuando tomando en sus manos el pan, lo partió y se los dio a sus discípulos diciendo:

Tomad y comed, este es mi cuerpo, que será entregado por vosotros. Del mismo modo, tomó el cáliz y se lo dio a sus discípulos diciendo: Tomad y bebed todos de él, porque esta es mi sangre, sangre de la alianza nueva y eterna, que será derramada por vosotros y por muchos para el perdón de los pecados. Haced esto en conmemoración mía.
Cfr. Mateo 26:26-29; Marcos 14:22-25; Lucas 22:19-20; 1 Cor 11:23-26

Ahora bien, esto se dio, según los relatos evangélicos en un contexto amplio:
- Cena Pascual: según los evangelios sinópticos la institución se da en el transcurso de la cena pascual (Mateo 26:17-25; Marcos 14:12-21; Lucas 22:7-18).
- La Iglesia católica entiende que la eucaristía fue prefigurada ya en el Antiguo Testamento, especialmente en la cena pascual, celebrada por los judíos, donde consumían pan sin levadura, carne de cordero asada al fuego y hierbas amargas.[18]
- Los elementos principales de la celebración de la Pascua judía se encuentran en los siguientes textos bíblicos: Ex 12:1-8; Dt 16; Lv 23:5-8; Nm 28:16-25.
- San Pablo considera la muerte de Jesús en cruz en clave pascual: «Cristo nuestra Pascua ha sido inmolado» (1Cor 5:7). Lo mismo hace San Juan Evangelista al aplicar a Cristo la frase referida al Cordero Pascual: «no se le quebrará hueso alguno» (Éxodo 12:46) en Juan 19:36.
- La Pasión. En el relato de la institución de la eucaristía, Jesús anuncia su propia muerte violenta: habla de «mi cuerpo, que será entregado», «el cáliz de mi sangre, que será derramada».[19]
- Servicialidad mutua. De acuerdo con el relato del evangelista Juan, antes de la cena Jesús lavó los pies a sus discípulos y mandó a todos ellos que siguieran ese ejemplo de servicialidad (Juan 13:1-20), amándose como él los amó (Juan 15:12).

### Eucaristía como sacrificio
La Iglesia católica cree que en la eucaristía se hace presente («se re-presenta») el mismo y único sacrificio que Cristo hizo en la cruz de una vez para siempre, se perpetúa su recuerdo a través de los siglos y se aplica su fruto.
La Eucaristía es el memorial de la Pascua de Cristo, la actualización y la ofrenda sacramental de su único sacrificio, en la liturgia de la Iglesia que es su Cuerpo... El memorial no es solamente el recuerdo de los acontecimientos del pasado... estos acontecimientos se hacen, en cierta forma, presentes y actuales. Por ser memorial de la Pascua de Cristo, la Eucaristía es también un sacrificio. El carácter sacrificial de la Eucaristía se manifiesta en las palabras mismas de la institución: "Esto es mi Cuerpo que será entregado por vosotros" y "Esta copa es la nueva Alianza en mi sangre, que será derramada por vosotros" (Lc 22,19-20). En la Eucaristía, Cristo da el mismo cuerpo que por nosotros entregó en la cruz, y la sangre misma que "derramó por muchos [...] para remisión de los pecados" (Mt 26,28).
El sacrificio de la cruz y el sacrificio de la eucaristía son un único sacrificio, ya que tanto en uno como en otro, Cristo es el sacerdote que ofrece el sacrificio y la víctima que es ofrecida. Se diferencian solo en la forma en que se ofrece el sacrificio. En la cruz Cristo lo ofreció en forma cruenta, y por sí mismo, y en la Misa en forma incruenta y por ministerio de los sacerdotes. "Y puesto que en este divino sacrificio que se realiza en la misa, se contiene e inmola incruentamente el mismo Cristo que en el altar de la cruz "se ofreció a sí mismo una vez de modo cruento"; […] este sacrificio [es] verdaderamente propiciatorio."
Sólo los presbíteros válidamente ordenados pueden presidir la Eucaristía y consagrar el pan y el vino para que se conviertan en el Cuerpo y la Sangre del Señor. En cuanto sacrificio, la Eucaristía es ofrecida también en reparación de los pecados de los vivos y los difuntos, y para obtener de Dios beneficios espirituales o temporales.
El sacrificio de la misa, no añade nada al sacrificio de la cruz sino que hace presente sacramentalmente en nuestros altares el mismo y único sacrificio del Calvario. Por tanto en el sacrificio de la misa se hace presente («se re-presenta») el mismo y único sacrificio de la cruz. 

#### En los Padres de la Iglesia
La Didaché, el escrito más importante de los Padres apostólicos, hace la siguiente advertencia: «Reuníos el día del Señor y romped el pan y dad gracias después de haber confesado vuestros pecados, a fin de que vuestro sacrificio (thusía) sea puro».

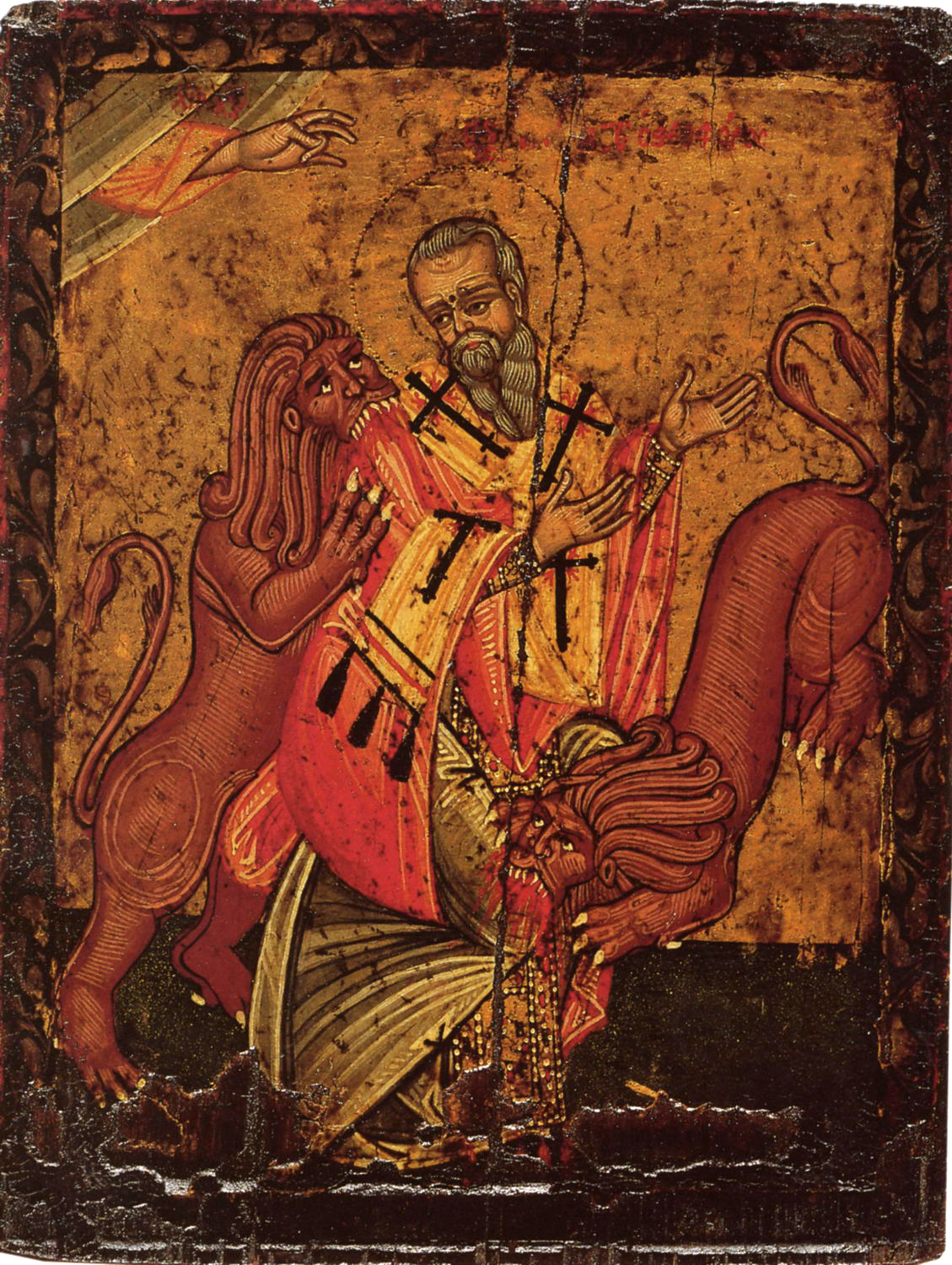
Martirio de San Ignacio de Antioquía.

San Ignacio de Antioquía (f. hacia 107) indica el carácter sacrificial de la eucaristía tratando, en un mismo texto, de la eucaristía y el altar; y el altar como sitio donde se ofrece el sacrificio (thusiastérion): «Tened, pues, buen cuidado de no celebrar más que una sola eucaristía, porque una sola es la carne de nuestro Señor Jesucristo, y uno solo el cáliz para la reunión de su sangre, y uno solo el altar, y de la misma manera hay un solo obispo con los presbíteros y diáconos».
San Justino Mártir (f. hacia 165) considera como figura de la eucaristía aquel sacrificio de flor de harina que tenían que ofrecer los que sanaban de la lepra. El sacrificio puro profetizado por Malaquías, que es ofrecido en todo lugar, no es otro —según el santo— que «el pan y el cáliz de la eucaristía».
San Ireneo de Lyon (f. hacia el 202) enseña que la carne y la sangre de Cristo son «el nuevo sacrificio de la Nueva Alianza», «que la Iglesia recibió de los apóstoles y que ofrece a Dios en todo el mundo». Lo considera como el cumplimiento de la profecía de Malaquías.
Tertuliano (f. después de 220) designa la participación en la solemnidad eucarística como «estar junto al altar de Dios», y la comunión como «participar en el sacrificio».
San Cipriano (f. 258) enseña que Cristo, como sacerdote según el orden de Melquisedec, «ofreció a Dios Padre un sacrificio, y por cierto el mismo que había ofrecido Melquisedec, esto es, consistente en pan y vino, es decir, que ofreció su cuerpo y su sangre». «El sacerdote, que imita lo que Cristo realizó, hace verdaderamente las veces de Cristo, y entonces ofrece en la iglesia a Dios un verdadero y perfecto sacrificio si empieza a ofrecer de la misma manera que vio que Cristo lo había ofrecido».
San Ambrosio (f. 397) enseña que en el sacrificio de la misa Cristo es al mismo tiempo ofrenda y sacerdote: «Aunque ahora no se ve a Cristo sacrificarse, sin embargo, Él se sacrifica en la tierra siempre que se ofrenda el cuerpo de Cristo; más aún, es manifiesto que Él ofrece incluso un sacrificio en nosotros, pues su palabra es la que santifica el sacrificio que es ofrecido».

#### En la Edad Media
Pedro Lombardo afirma en el libro de Sentencias: «lo que es ofrecido y consagrado por el sacerdote se llama sacrificio y oblación porque es memoria y representación del verdadero sacrificio y de la santa inmolación hecha en el altar de la cruz. Una sola vez murió Cristo y en ella se inmoló a sí mismo; pero es inmolado cada día en el sacramento, porque en el sacramento se cumple la memoria de cuanto ha sido realizado una sola vez».

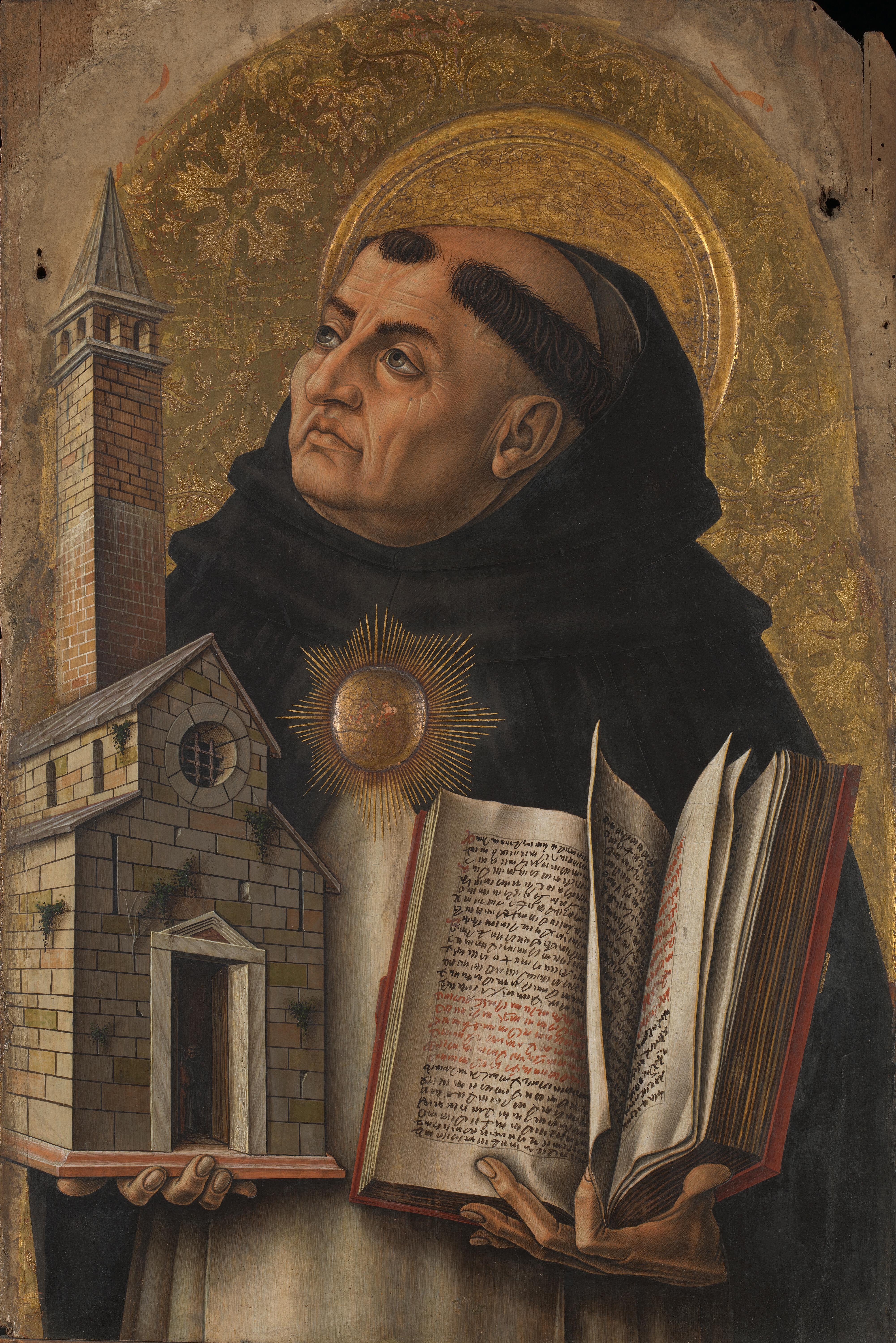
Santo Tomás de Aquino

Santo Tomás de Aquino resuelve distintas objeciones al carácter sacrificial de la Eucaristía, continuando la doctrina de los Padres y afirmando la identidad del sacrificio eucarístico con el realizado por Cristo en la cruz.

#### En la Reforma Protestante
Hasta la Reforma Protestante, en dieciséis siglos de cristianismo, nunca se había dado un ataque directo a la doctrina del sacrificio eucarístico.

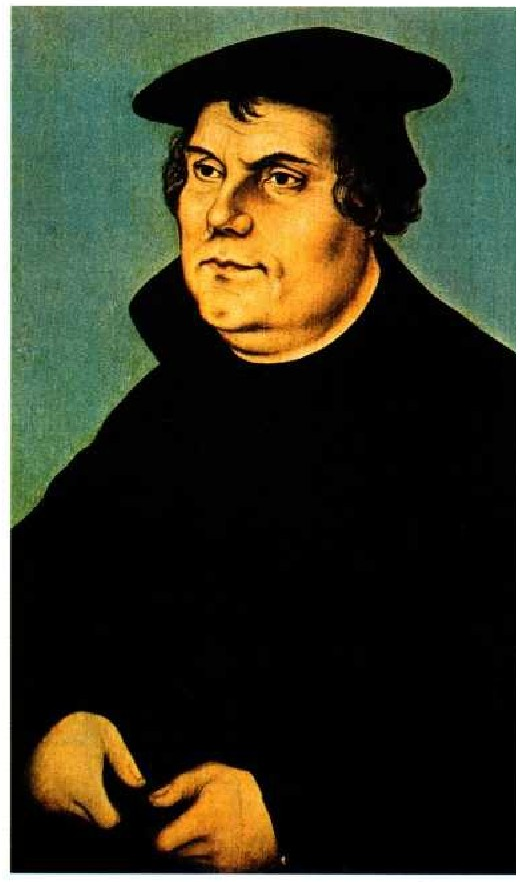
Martín Lutero

Martín Lutero afirma que, dado que el hombre solo es justificado por Dios a través de la fe y no de las obras, la misa es una obra humana más sin mayor eficacia que el de aumentar la fe. El sacrificio de Cristo es uno solo y la misa es un don recibido, no una ofrenda sacrificial que podamos dar a Dios. Por ello, abolió el canon romano y las misas privadas, dejando solo el recuerdo de la Cena.
Ulrico Zwinglio, partiendo también del hecho de que el sacrificio de Cristo es único, afirma que la misa es solo un recuerdo del sacrificio, una garantía de la redención que nos obtuvo el Señor.
Juan Calvino afirma no solo la unicidad del sacrificio, sino también del sacerdote que excluye cualquier sucesor o vicario. Las últimas ediciones de su libro Institución de la religión cristiana admiten que la misa sea sacrificio pero de alabanza y acción de gracias, nunca de propiciación
Recientemente algunos reformadores han vuelto a considerar la teología del sacrificio eucarístico y en los documentos teológicos elaborados entre católicos y luteranos o anglicanos hay diversas posiciones más o menos cercanas, aunque todavía no comunes. [cita requerida]

#### En la Contrarreforma
La Iglesia católica, abordó, en el Concilio de Trento, la controversia con los protestantes sobre el carácter sacrificial de la Misa. Sus definiciones fueron aprobadas en la sesión XXII (17 de septiembre de 1562). El Concilio menciona que las mismas se basan en «esta antigua fe, fundada en el sacrosanto Evangelio, en las tradiciones de los Apóstoles y en la doctrina de los Santos Padres».
Algunas de sus definiciones fueron:

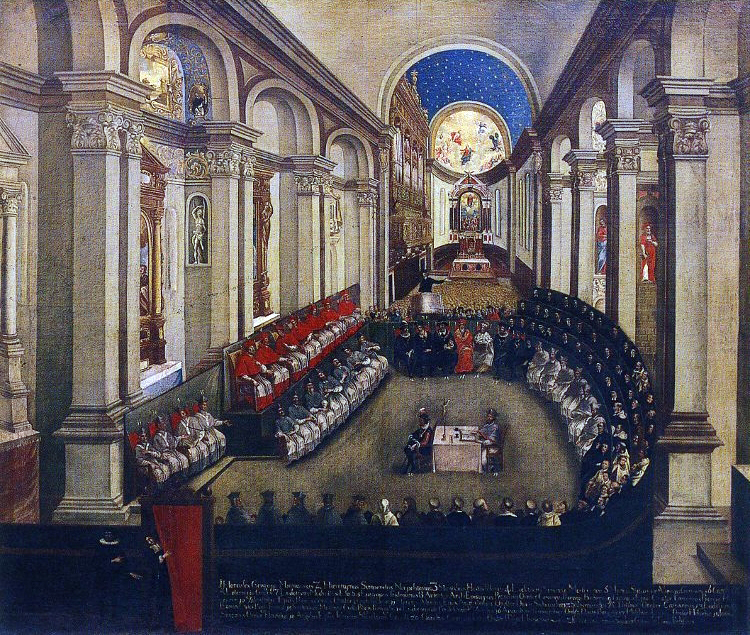
Concilio de Trento.

1. la Misa es un verdadero y propio sacrificio que se ofrece a Dios;[45]
2. dicho sacrificio es representación y memorial del sacrificio hecho en la cruz por Cristo, por el que su eficacia saludable se aplica para la remisión de los pecados;[46]
3. el oferente y el ofrecido tanto en la misa como en la cruz es el mismo Jesucristo. La diferencia está dada porque en la cruz el ofrecimiento fue cruento y en la misa incruento y porque en la cruz Cristo hizo el ofrecimiento por sí mismo, y en la misa, por ministerio de los sacerdotes;[47]
4. se trata de un sacrificio visible, como según el Concilio exige la naturaleza humana;[46]
5. su institución fue realizada por Cristo mismo, cuando dijo: «haced esto en memoria mía» (Lc 22, 19; 1 Cor 11,24).[48]

#### En el magisterio reciente
Pío XII en la encíclica Mediator Dei, retoma la doctrina tridentina del sacrificio eucarístico:
- su institución[50]
- su carácter de verdadera renovación del sacrificio de la cruz.[51] A este respecto recordará:
  - la identidad del sacerdote y la víctima (Jesucristo)[52]
  - la diferencia en el modo de su ofrecimiento (cruento e incruento). Sobre este punto menciona:

la divina sabiduría ha hallado un modo admirable para hacer manifiesto el sacrificio de nuestro Redentor con señales exteriores, que son símbolos de muerte, ya que, gracias a la transustanciación del pan en el cuerpo y del vino en la sangre de Cristo, así como está realmente presente su cuerpo, también lo está su sangre; y de esa manera las especies eucarísticas, bajo las cuales se halla presente, simbolizan la cruenta separación del cuerpo y de la sangre. De este modo, la conmemoración de su muerte, que realmente sucedió en el Calvario, se repite en cada uno de los sacrificios del altar, ya que, por medio de señales diversas, se significa y se muestra Jesucristo en estado de víctima.
Mediator Dei, n. 89

- la identidad de fines del sacrificio de la cruz y del eucarístico: la glorificación de Dios, la acción de gracias, la propiciación por nuestros pecados y los de todo el género humano, vivos y difuntos y la impetración de la gracia y bendición de Dios.

- el valor infinito del sacrificio divino.[57]
- la necesidad de la colaboración de los fieles en el sacrificio eucarístico. Sin embargo, sobre este punto remarcó la diferencia entre el sacerdocio común de los fieles, recibido en el Bautismo, y el sacerdocio ministerial, conferido por el sacramento del Orden Sagrado.[58]

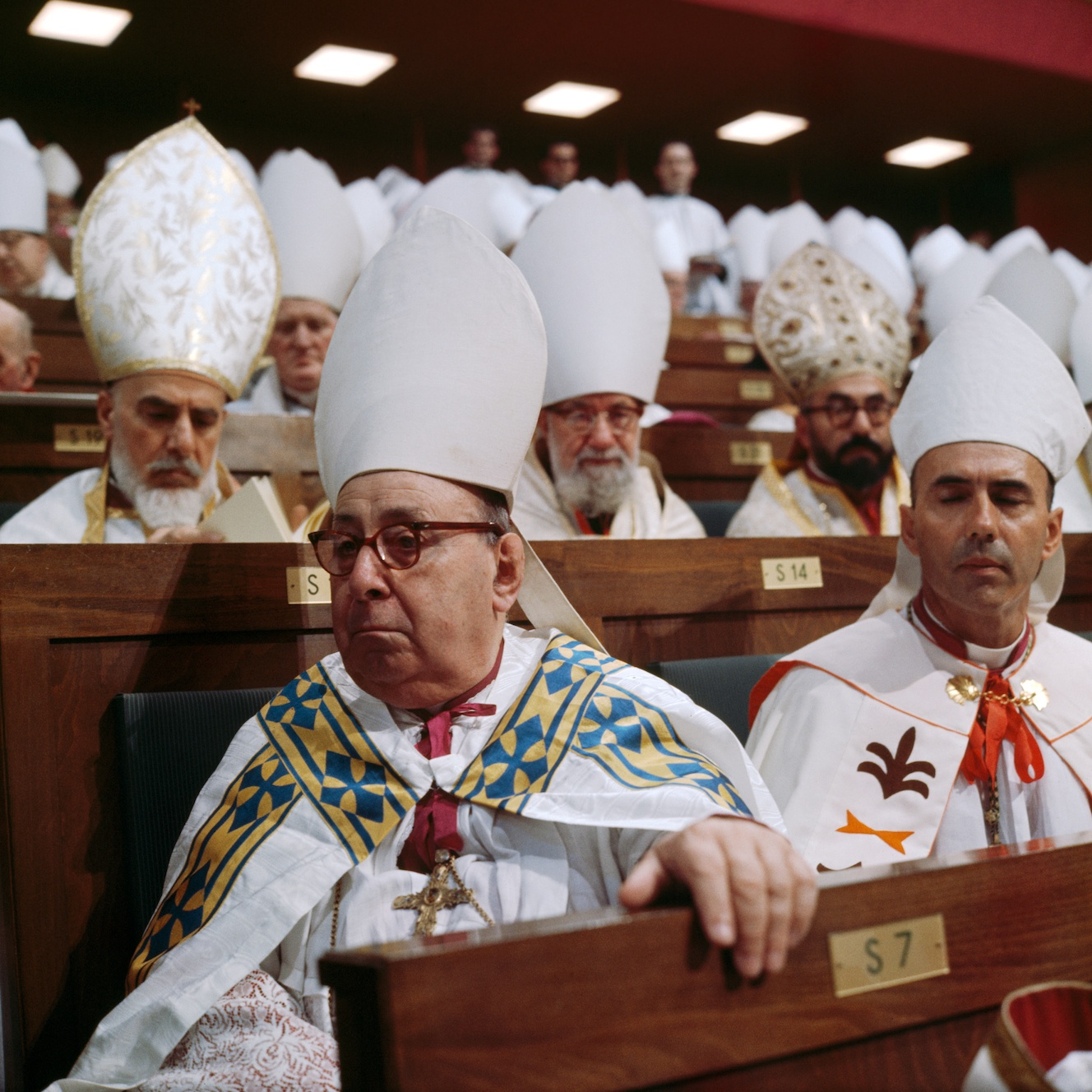
Padres conciliares en el Concilio Vaticano II.

El Concilio Vaticano II, en la Constitución Sacrosanctum Concilium, puntualizó:

Nuestro Salvador, en la Última Cena, la noche que le traicionaban, instituyó el Sacrificio Eucarístico de su Cuerpo y Sangre, con lo cual iba a perpetuar por los siglos, hasta su vuelta, el Sacrificio de la Cruz y a confiar a su Esposa, la Iglesia, el Memorial de su Muerte y Resurrección: sacramento de piedad, signo de unidad, vínculo de caridad, banquete pascual, en el cual se come a Cristo, el alma se llena de gracia y se nos da una prenda de la gloria venidera.
Sacrosanctum concilium, n. 47

San Pablo VI en la encíclica Mysterium Fidei subraya la ofrenda de la Iglesia como parte del sacrificio:

la Iglesia, al desempeñar la función de sacerdote y víctima juntamente con Cristo, ofrece toda entera el sacrificio de la misa, y toda entera se ofrece en él. [...] Porque toda misa, aunque sea celebrada privadamente por un sacerdote, no es acción privada, sino acción de Cristo y de la Iglesia, la cual, en el sacrifico que ofrece, aprende a ofrecerse a sí misma como sacrificio universal, y aplica a la salvación del mundo entero la única e infinita virtud redentora del sacrificio de la Cruz. Pues cada misa que se celebra se ofrece no sólo por la salvación de algunos, sino también por la salvación de todo el mundo.
Mysterium fidei, n. 4

El mismo Papa, en el Credo del Pueblo de Dios, expresó:

Nosotros creemos que la misa que es celebrada por el sacerdote representando la persona de Cristo, en virtud de la potestad recibida por el sacramento del orden, y que es ofrecida por él en nombre de Cristo y de los miembros de su Cuerpo místico, es realmente el sacrificio del Calvario, que se hace sacramentalmente presente en nuestros altares.
Credo del Pueblo de Dios, n. 24

San Juan Pablo II en la encíclica Ecclesia de Eucharistia, mencionó que en la eucaristía:

está inscrito de forma indeleble el acontecimiento de la pasión y muerte del Señor. No sólo lo evoca sino que lo hace sacramentalmente presente. Es el sacrificio de la Cruz que se perpetúa por los siglos.
Ecclesia de Eucharistia, n. 11

El Catecismo de la Iglesia Católica ha rescatado todos los elementos que se han ido recorriendo, exponiéndolos de esta manera:
La Eucaristía es el corazón y la cumbre de la vida de la Iglesia, pues en ella Cristo asocia su Iglesia y todos sus miembros a su sacrificio de alabanza y acción de gracias ofrecido una vez por todas en la cruz a su Padre; por medio de este sacrificio derrama las gracias de la salvación sobre su Cuerpo, que es la Iglesia.
La Eucaristía es el memorial de la Pascua de Cristo, es decir, de la obra de la salvación realizada por la vida, la muerte y la resurrección de Cristo, obra que se hace presente por la acción litúrgica.
Es Cristo mismo, sumo sacerdote y eterno de la nueva Alianza, quien, por el ministerio de los sacerdotes, ofrece el sacrificio eucarístico. Y es también el mismo Cristo, realmente presente bajo las especies del pan y del vino, la ofrenda del sacrificio eucarístico.
Solo los presbíteros válidamente ordenados pueden presidir la Eucaristía y consagrar el pan y el vino para que se conviertan en el Cuerpo y la Sangre del Señor.
En cuanto sacrificio, la Eucaristía es ofrecida también en reparación de los pecados de los vivos y los difuntos, y para obtener de Dios beneficios espirituales o temporales.
Cristo, que pasó de este mundo al Padre, nos da en la Eucaristía la prenda de la gloria que tendremos junto a él: la participación en el Santo Sacrificio nos identifica con su Corazón, sostiene nuestras fuerzas a lo largo del peregrinar de esta vida, nos hace desear la Vida eterna y nos une ya desde ahora a la Iglesia del cielo, a la Santa Virgen María y a todos los santos.
Benedicto XVI en la exhortación apostólica Sacramentum caritatis se ha expresado así:

Al instituir el sacramento de la Eucaristía, Jesús anticipa e implica el Sacrificio de la cruz y la victoria de la resurrección. Al mismo tiempo, se revela como el verdadero cordero inmolado, previsto en el designio del Padre desde la creación del mundo, como se lee en la primera Carta de San Pedro (cf. 1,18-20). Situando en este contexto su don, Jesús manifiesta el sentido salvador de su muerte y resurrección, misterio que se convierte en el factor renovador de la historia y de todo el cosmos. En efecto, la institución de la Eucaristía muestra cómo aquella muerte, de por sí violenta y absurda, se ha transformado en Jesús en un supremo acto de amor y de liberación definitiva del mal para la humanidad.
Sacramentum caritatis n. 10

### Eucaristía como presencia real

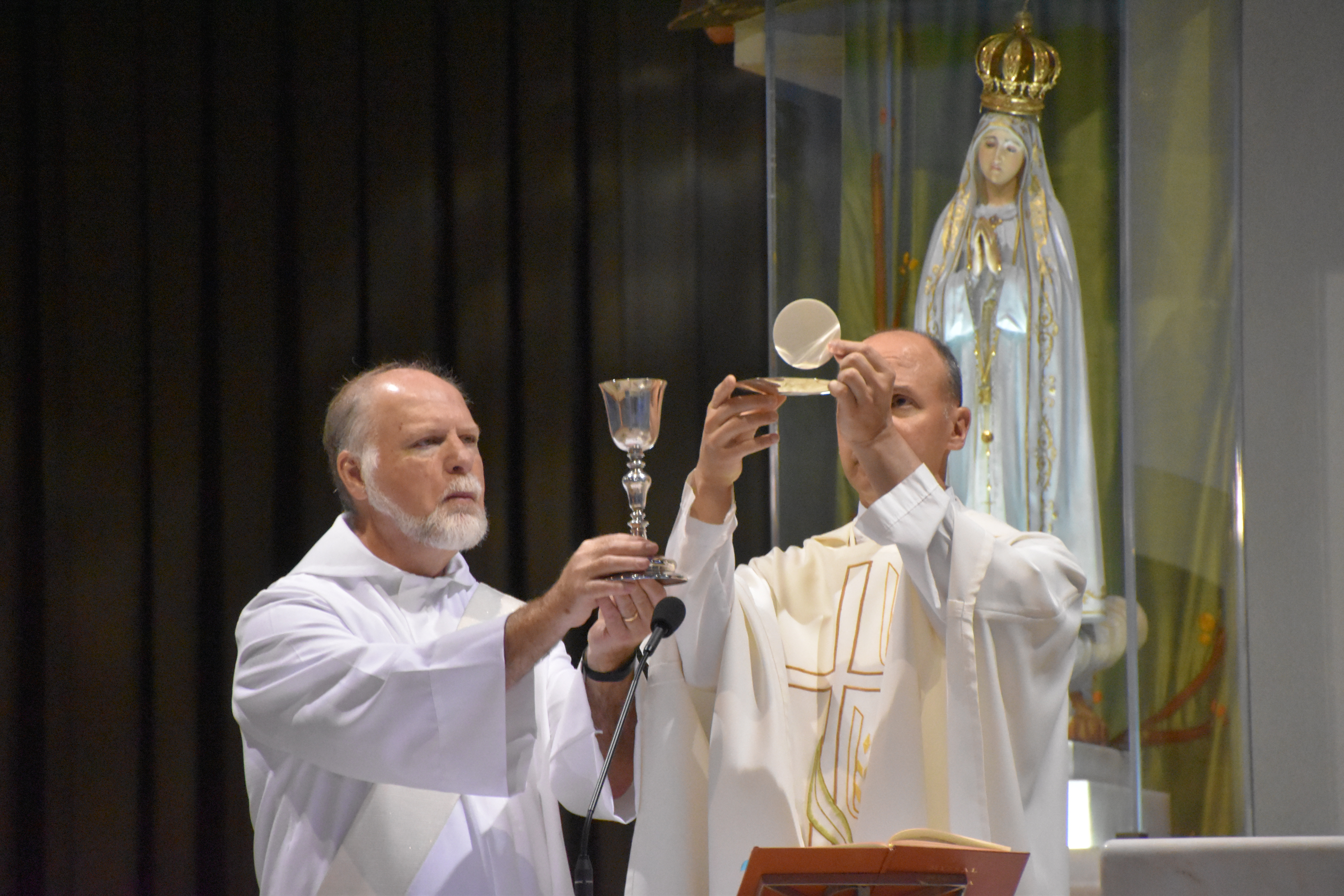
Sacerdote católico eleva la hostia y el cáliz consagrados.

La Iglesia católica cree que "Jesucristo está presente en la Eucaristía de modo verdadero, real y sustancial: con su Cuerpo y con su Sangre, con su Alma y su Divinidad. Cristo, todo entero, Dios y hombre, está presente en ella de manera sacramental, es decir, bajo las especies eucarísticas del pan y del vino. Esta presencia se denomina "real", no a título exclusivo, como si las otras presencias no fuesen "reales", sino por excelencia, porque es substancial, y por ella Cristo, Dios y hombre, se hace totalmente presente."
Además afirma "que por la consagración del pan y del vino se opera la conversión de toda la substancia del pan en la substancia del Cuerpo de Cristo y de toda la substancia del vino en la substancia de su Sangre; la Iglesia católica ha llamado justa y apropiadamente a este cambio transubstanciación." Esta conversión se opera en la plegaria eucarística con la consagración, mediante la eficacia de la palabra de Cristo y de la acción del Espíritu Santo. Sin embargo, permanecen inalteradas las características sensibles del pan y del vino, esto es las «especies eucarísticas». Doctrina que emerge de los evangelios sinópticos, Jesús al decir "Este es mi cuerpo", afirma que el pan es su cuerpo y no una representación de su cuerpo.
Y señala que "la presencia eucarística de Cristo comienza en el momento de la consagración y dura todo el tiempo que subsistan las especies eucarísticas" y que "Cristo está todo entero presente en cada una de las especies y todo entero en cada una de sus partes, de modo que la fracción del pan no divide a Cristo" 
Por ello, al creer que la Eucaristía es el cuerpo y la sangre de Cristo, se le debe rendir el culto de latría, es decir la adoración reservada a Dios, tanto durante la celebración eucarística, como fuera de ella. La Iglesia, en efecto, conserva con la máxima diligencia las Hostias consagradas, las lleva a los enfermos y a otras personas imposibilitadas de participar en la Santa Misa, las presenta a la solemne adoración de los fieles, las lleva en procesión e invita a la frecuente visita y adoración del Santísimo Sacramento, reservado en el Sagrario. En virtud de esto, entiende que la eucaristía se destaca del resto de los sacramentos ya que mientras ellos tienen la misión de santificar, en la eucaristía se halla el autor mismo de la santidad.
Las Iglesias de Comunión Anglicana, sostienen que el pan y el vino una vez consagrados, son el Cuerpo y la Sangre de Cristo, sin analizar qué pasa con las substancias primarias, simplemente en las palabras del Señor Jesús: «Este pan es mi Cuerpo», «este vino es mi sangre», por eso se le considera, Jesucristo Sacramentado, Presencia Real del Señor Jesús en el Sacramento del Altar. [cita requerida]
Las iglesias metodistas, siguiendo a la tradición anglicana de la cual proceden, sostienen una presencia real de Cristo en la Eucaristía, pero dejan los detalles al misterio.
La iglesia luterana, por su parte, confiesa que en el sacramento el cuerpo y sangre de Cristo subsiste junto con los elementos de pan y vino, denominándose esta teoría «consustanciación». [cita requerida]
La mayoría de iglesias reformadas (bautistas, algunos pentecostales, etc.), creen que el pan y el vino no cambian y solo utilizan la eucaristía como una rememoración de la Última Cena.

#### En los Padres de la Iglesia
Según el Catecismo de la Iglesia católica, los Padres de la Iglesia afirmaron con fuerza la fe de la Iglesia en la eficacia de la Palabra de Cristo y de la acción del Espíritu Santo para obrar la conversión del pan en el cuerpo y del vino en la sangre de Cristo.  A continuación algunos ejemplos:
San Ignacio de Antioquía (f. entre 98 y 117) expresa su fe en distintas cartas escritas a las comunidades cristianas rumbo a su martirio:  «Se abstienen (los docetas) de la Eucaristía y de la oración, porque no confiesan que la Eucaristía es la carne de nuestro Salvador Jesucristo, que sufrió por nuestros pecados y que el Padre, por su bondad, resucitó.».  «Procurad serviros provechosamente de la única Eucaristía: una es, en efecto, la carne de nuestro Señor Jesucristo y uno el cáliz para la unidad de su sangre».
Justino Mártir (f. entre 162 y 168) en su Apología Primera escribe: «Y este alimento se llama entre nosotros Εὐχαριστία [Eucaristía], del cual nadie puede participar sino el que cree que las cosas que enseñamos son verdaderas, y que ha sido lavado con el bautismo para remisión de los pecados. y para la regeneración, y que vive de la manera en que Cristo lo ha ordenado. Porque no los recibimos como pan común y bebida común; pero de la misma manera que Jesucristo nuestro Salvador, habiendo sido hecho carne por la Palabra de Dios, tuvo carne y sangre para nuestra salvación, así también se nos ha enseñado que la comida que es bendecida por la oración de su palabra, y de la que se nutre nuestra sangre y carne por transmutación, es la carne y la sangre de ese Jesús que se hizo carne. Porque los apóstoles, en las memorias escritas por ellos, que se llaman Evangelios, así nos han entregado lo que les fue encomendado; que Jesús tomó pan, y habiendo dado gracias, dijo: Haced esto en memoria de mí, esto es mi cuerpo; y que, de la misma manera, tomando la copa y habiendo dado gracias, dijo: Esto es mi sangre; y se lo dio a ellos solos. (Lucas 22:19)»
San Ireneo de Lyon (f. hacia 200): «Así como el pan terreno recibiendo la invocación de Dios no es ya el acostumbrado pan, sino la Eucaristía, compuesta de dos elementos, terreno y celeste, así también nuestros cuerpos recibiendo la Eucaristía no son ya corruptibles, teniendo la esperanza de la resurrección».
San Ambrosio (f. 397): «Estemos bien persuadidos de que esto no es lo que la naturaleza ha producido, sino lo que la bendición ha consagrado, y de que la fuerza de la bendición supera a la de la naturaleza, porque por la bendición la naturaleza misma resulta cambiada...La palabra de Cristo, que pudo hacer de la nada lo que no existía, ¿no podría cambiar las cosas existentes en lo que no eran todavía? Porque no es menos dar a las cosas su naturaleza primera que cambiársela».
San Juan Crisóstomo (f. 407): «Cuánta gente dice hoy: ‘Querría ver a Cristo en persona, su cara, sus vestidos, sus zapatos’. ¡Pues bien, en la eucaristía es a él al que ves, al que tocas, al que recibes! Deseabas ver sus vestidos; y es él mismo el que se te da no sólo para verle, sino para tocarlo, comerlo, acogerlo en tu corazón».

#### En la Edad Media
En el Medioevo la reflexión fue más rica en matices debido al influjo de la escolástica. Hubo tendencias de realismo exagerado de tipo físico: la carne de Cristo en la eucaristía sería absolutamente la misma que tuvo tras su encarnación y la Misa sería un caso de antropofagia querida por Dios. A los seguidores de esta línea se les llamó «cafarnaitas».
Pascasio Radberto (785-865) fue un teólogo carolingio y abad de Corbie, cuya obra más conocida e influyente fue De Corpore et Sanguine Domini (escrita entre 831 y 833), la cual es una exposición sobre la naturaleza de la Eucaristía. En esta, Pascasio está de acuerdo con Ambrosio al afirmar que la Eucaristía contiene el verdadero cuerpo histórico de Jesucristo. Según Pascasio, Dios es la verdad misma y, por lo tanto, sus palabras y acciones deben ser verdaderas. La proclamación de Cristo en la Última Cena de que el pan y el vino eran su cuerpo y la sangre debe tomarse literalmente, ya que Dios es la verdad. Por tanto, el cree que realmente se produce la transubstanciación del pan y del vino ofrecidos en la Eucaristía. Sólo si la Eucaristía es el verdadero cuerpo y la sangre de Cristo, el cristiano puede saber que es salvífica.
También se abrió paso la teología del símbolo sacramental que distinguía entre la presencia del cuerpo y de la sangre del Señor tras su encarnación y el modo de su presencia sacramental. Berengario de Tours fue todavía más allá subrayando de manera extrema el simbolismo. La Iglesia católica en diversos sínodos condenó la posición de Berengario y se le obligó a suscribir profesiones de fe algunas de las cuales se iban al otro extremo.

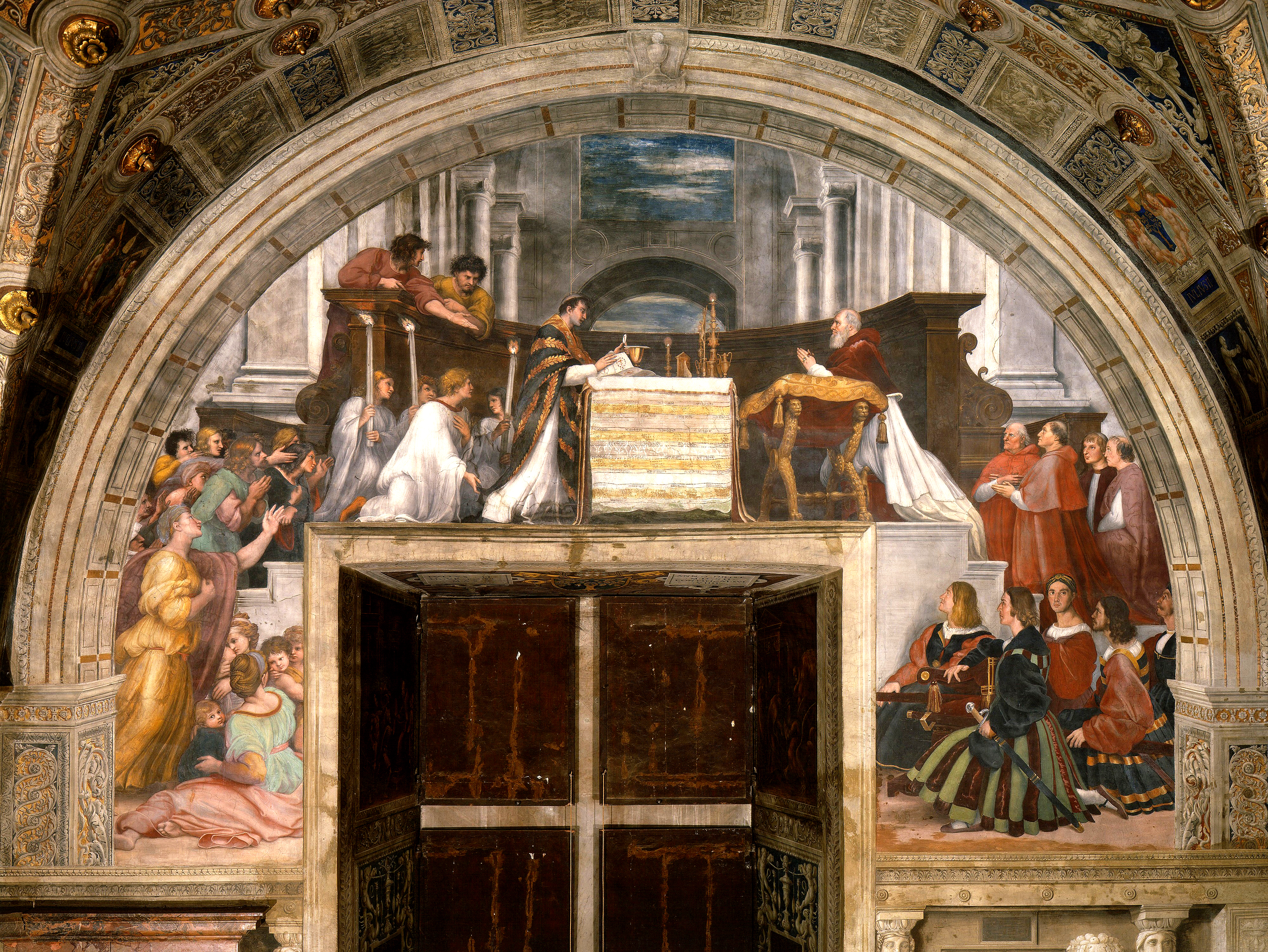
La Misa de Bolsena, de Rafael

Hay que esperar al siglo XIII para una reflexión teológica más equilibrada. De manos principalmente de  santo Tomás de Aquino se abre paso la afirmación de la presencia real y sacramental. Con la ayuda de la filosofía aristotélica –en especial la distinción entre sustancia y accidentes– se elabora la teología de la «transubstanciación».
Tomás de Aquino trata teológicamente del tema en la tercera parte de la Summa Theologiae, cuestiones 75 a 77; y de manera espiritual y con lirismo en los himnos que es bastante probable que haya compuesto para la misa de Corpus Christi, solemnidad instituida por el papa Urbano IV tras el milagro de Bolsena. En el IV Concilio de Letrán se consagra la terminología escolástica: « Jesucristo, cuyo cuerpo y sangre se contiene verdaderamente en el sacramento del altar bajo las especies de pan y vino, después de transustanciados, por virtud divina, el pan en el cuerpo y el vino en la sangre…». También en el II Concilio de Lyon: « El sacramento de la Eucaristía lo consagra de pan ázimo la misma Iglesia Romana, manteniendo y enseñando que en dicho sacramento el pan se transustancia verdaderamente en el cuerpo y el vino en la sangre de Nuestro Señor Jesucristo».
John Wyclif rechaza la teoría de santo Tomás de Aquino de la transubstanciación. Él no acepta la desaparición de la sustancia del pan y del vino ni tampoco la permanencia de los accidentes sin sujeto de inhesión. Para él la presencia de Cristo en la Eucaristía es sacramental o en signo, de manera virtual. Estas proposiciones fueron condenadas por los Concilios locales de Oxford, Canterbury y Londres de 1382.  Estas condenas fueron ratificadas en el Concilio ecuménico de Constanza.

#### En la Reforma
Todos los reformadores coincidieron en que Cristo no permanece en el pan y vino consagrados terminada la Misa, que no debe ser adorado en los mismos, y que por lo tanto no deben ser guardados. Sin embargo, ellos mantuvieron significativas diferencias entre sí:
- Lutero siempre afirmó la presencia real de Cristo, aunque desechó por completo el dogma de la transustanciación, por considerarlo una «sofisticada especulación»[98] En su postura, el pan y el vino no dejan de ser tales, sino que el Cuerpo y Sangre de Cristo están juntamente con ellos. Se ha llamado a esta teoría «consustanciación» o «impanación» aunque él nunca la ha llamado por estos nombres.[99]

- Zuinglio, Karlstadt y Ecolampadio afirmaban una presencia meramente simbólica.[100]

- Calvino admite una cierta presencia («virtus spiritualis») durante la celebración de la cena pero relacionada con la fe.[101]

- Los anabautistas consideraron que la realidad del cuerpo y la sangre de Cristo en la celebración de la Cena no está determinada por una transubstanciación, sino porque la comunidad cristiana es el cuerpo de Cristo.[102] que efectivamente comparte un mismo alimento;[103] y es su sangre porque cada integrante de la comunidad cristiana también ama como Cristo amó, hasta entregar la vida por los demás.[102] Así el vino y el pan que se parte en la Cena, son unión comunitaria con la sangre de Cristo y participación de su cuerpo, de manera que los que comparten el mismo alimento son un solo cuerpo ICor 10:16-17, del cual Cristo es cabeza Ef 1:22-23 Col 1:18.

#### En la Contrarreforma
El tema se abordó en la sesión XIII del Concilio de Trento en el año 1551, donde se aprobó el Decreto sobre la Santísima Eucaristía.
El propósito del Concilio fue presentar la doctrina católica, rebatiendo las proposiciones de los reformadores. Según sus definiciones, la presencia de Cristo en el sacramento no es en signo o figura (Zuinglio,  Ecolampadio), ni virtual (Calvino), sino que queda fijada de esta forma: «en el santísimo sacramento de la Eucaristía se contiene verdadera, real y sustancialmente el cuerpo y la sangre, juntamente con el alma y la divinidad, de nuestro Señor Jesucristo y, por ende, Cristo entero».
Distinguió entre presencia «natural» y «sacramental», según el Concilio tan real como la primera: «Porque no son cosas que repugnen entre sí que el mismo Salvador nuestro esté siempre sentado a la diestra de Dios Padre, según su modo natural de existir, y que en muchos otros lugares esté para nosotros sacramentalmente presente en su sustancia, por aquel modo de existencia, que si bien apenas podemos expresarla con palabras, por el pensamiento, ilustrado por la fe, podemos alcanzar ser posible a Dios y debemos constantísimamente creerlo. En efecto, así todos nuestros antepasados, cuantos fueron en la verdadera Iglesia de Cristo que disertaron acerca de este santísimo sacramento, muy abiertamente profesaron que nuestro Redentor instituyó este tan admirable sacramento en la última Cena, cuando, después de la bendición del pan y del vino, con expresas y claras palabras atestiguó que daba a sus Apóstoles su propio cuerpo y su propia sangre». Con esto evitó el super-realismo (cafarnaitas) y el simbolismo espiritualista (Berengario, Zuinglio,  Ecolampadio).
Además definió la presencia en cada una de las dos especies, contra todos los reformadores, que defendían la comunión bajo las dos especies. Y el carácter permanente de esta presencia, contra los que la negaban fuera de la comunión. Afirmó la validez del término «transustanciación», contra todos los reformadores, que negaban la validez del término y su significado. Finalmente, extrae las consecuencias prácticas de lo anterior: culto de adoración eucarístico, distribución de la eucaristía a los enfermos fuera de la misa, reserva de la eucaristía terminada la celebración.

#### En el magisterio reciente
El Papa Pío XII en la encíclica Mediator Dei reafirmó la presencia real y el culto eucarístico y en la encíclica Humani Generis condenó las posturas teológicas que hablaban de presencia simbólica.
El Concilio Vaticano II, según comenta José Aldazábal, no le dedicó ningún documento, solo un capítulo de la Constitución Sacrosanctum Concilium, mientras el Concilio de Trento dedicó nada menos que tres sesiones para tratar el tema de la Eucaristía. Sin embargo, según puntualiza este autor, lo interesante de este Concilio es que todo él está lleno de alusiones a la Eucaristía como centro del misterio eclesial. Asimismo, continúa, como fruto de las enseñanzas del Concilio, se ha recuperado una visión conjunta de todos los aspectos del sacramento. Por ejemplo, la presencia real y el culto, acentuados como punto central, habían hecho pasar a un segundo plano la celebración y la comunión de los fieles. Asimismo, una idea de sacrificio desligada de la categoría de memorial, había acentuado la separación entre las dos dimensiones de «sacrificio» y «sacramento».
Pablo VI en la encíclica Mysterium Fidei re-propuso las líneas principales de la teología tridentina y afirmó los diversos modos de presencia de Cristo en su Iglesia, privilegiando el eucarístico.
Asimismo, en el Credo del Pueblo de Dios manifestó: «Cualquier interpretación de teólogos que busca alguna inteligencia de este misterio, para que concuerde con la fe católica, debe poner a salvo que, en la misma naturaleza de las cosas, independientemente de nuestro espíritu, el pan y el vino, realizada la consagración, han dejado de existir, de modo que, el adorable cuerpo y sangre de Cristo, después de ella, están verdaderamente presentes delante de nosotros bajo las especies sacramentales del pan y del vino, como el mismo Señor quiso, para dársenos en alimento y unirnos en la unidad de su Cuerpo místico».

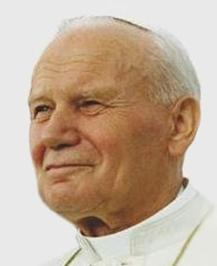
San Juan Pablo II.

San Juan Pablo II en la encíclica Ecclesia de Eucharistia, subrayó que «la Iglesia vive de la Eucaristía. Esta verdad no expresa solamente una experiencia cotidiana de fe, sino que encierra en síntesis el núcleo del misterio de la Iglesia. Ésta experimenta con alegría cómo se realiza continuamente, en múltiples formas, la promesa del Señor: "He aquí que yo estoy con vosotros todos los días hasta el fin del mundo" (Mt 28, 20); en la sagrada Eucaristía, por la transformación del pan y el vino en el cuerpo y en la sangre del Señor, se alegra de esta presencia con una intensidad única. Desde que, en Pentecostés, la Iglesia, Pueblo de la Nueva Alianza, ha empezado su peregrinación hacia la patria celeste, este divino Sacramento ha marcado sus días, llenándolos de confiada esperanza».
Benedicto XVI en la exhortación apostólica Sacramentum Caritatis comenzó la misma expresando: «Sacramento de la caridad, la Santísima Eucaristía es el don que Jesucristo hace de sí mismo, revelándonos el amor infinito de Dios por cada hombre. En este admirable Sacramento se manifiesta el amor "más grande", aquel que impulsa a "dar la vida por los propios amigos" (cf. Jn 15,13). En efecto, Jesús "los amó hasta el extremo" (Jn 13,1). Con esta expresión, el evangelista presenta el gesto de infinita humildad de Jesús: antes de morir por nosotros en la cruz, ciñéndose una toalla, lava los pies a sus discípulos. Del mismo modo, en el Sacramento eucarístico Jesús sigue amándonos « hasta el extremo», hasta el don de su cuerpo y de su sangre. ¡Qué emoción debió embargar el corazón de los Apóstoles ante los gestos y palabras del Señor durante aquella Cena! ¡Qué admiración ha de suscitar también en nuestro corazón el Misterio eucarístico!».

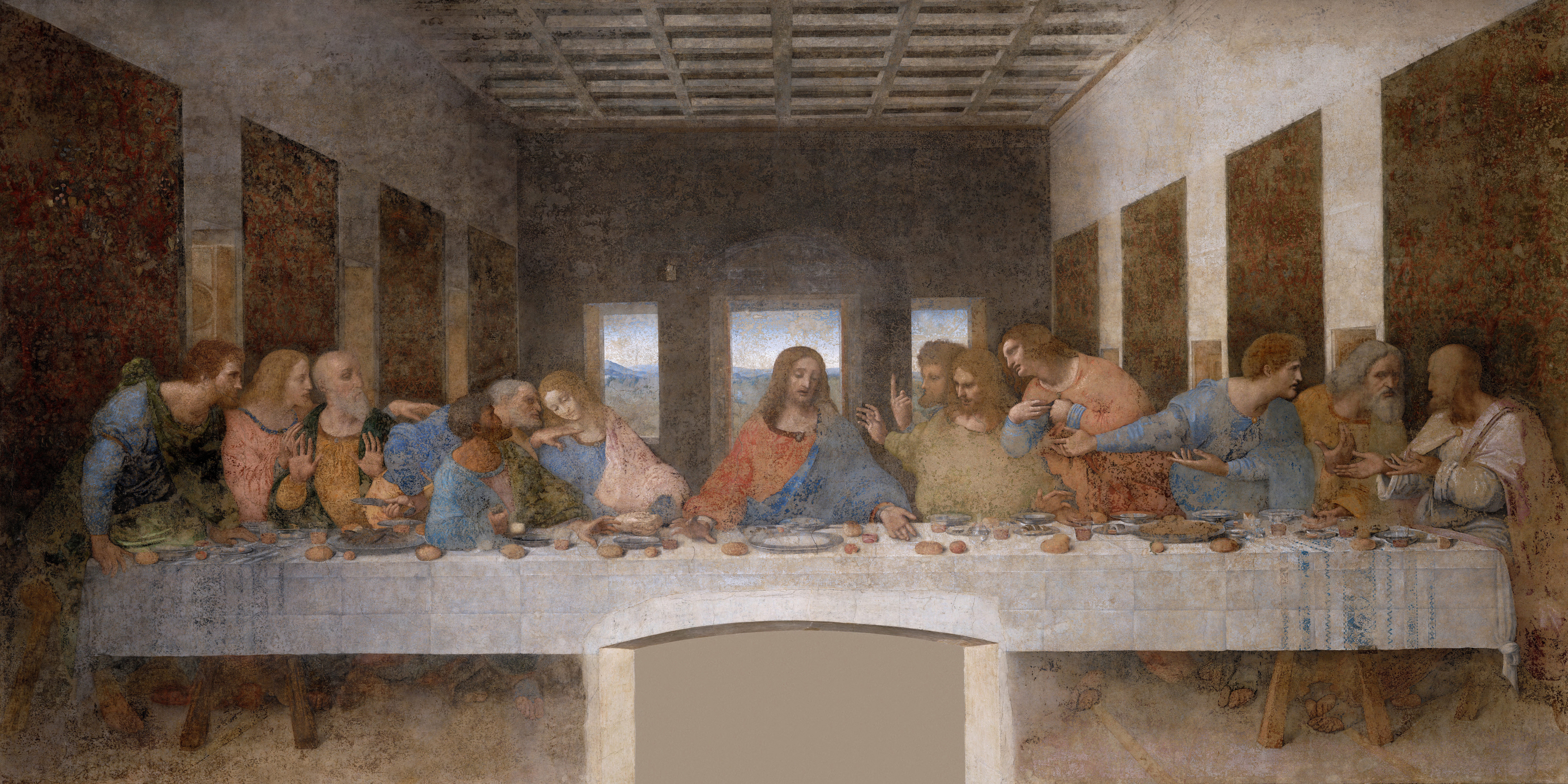
La Última Cena fresco en Milán (1498), de Leonardo da Vinci.

### Eucaristía como comunión
Del latín communĭo, el término comunión hace referencia a participar en lo común.
Según comenta Joan M. Canals, «la reforma litúrgica del Concilio Vaticano II ha restaurado la participación activa de los fieles en la celebración», «la oración ante la presencia santa es plegaria de comunión con Cristo y con los hermanos expresada en solidaridad y caridad».
El Catecismo de la Iglesia Católica expresa que «La Iglesia es "comunión de los santos": esta expresión designa primeramente las "cosas santas" ["sancta"], y ante todo la Eucaristía, "que significa y al mismo tiempo realiza la unidad de los creyentes, que forman un solo cuerpo en Cristo" (LG 3)»
En los Hechos de los Apóstoles, se relata la experiencia de la primera comunidad cristiana, que une la celebración de la fracción del pan a sus compromisos de comunión hasta la condivisión de los bienes: «Todos se reunían asiduamente para escuchar la enseñanza de los Apóstoles y participar en la vida común, en la fracción del pan y en las oraciones (…) Todos los creyentes se mantenían unidos y ponían lo suyo en común: vendían sus propiedades y sus bienes, y distribuían el dinero entre ellos, según las necesidades de cada uno. Íntimamente unidos, frecuentaban a diario el Templo, partían el pan en sus casas, y comían juntos con alegría y sencillez de corazón; ellos alababan a Dios y eran queridos por todo el pueblo. Y cada día, el Señor acrecentaba la comunidad con aquellos que debían salvarse.»
En la época patrística también encontramos muestras de la relación entre Eucaristía y la unión de la comunidad cristiana. Recordemos esta cita de san Ignacio de Antioquía: «Procurad serviros con fruto de la única Eucaristía; una es, en efecto, la carne de nuestro Señor Jesucristo y uno el cáliz por la unidad de su sangre, uno el altar como uno el obispo con los presbíteros y diáconos, mis cofrades, a fin de que todo lo que hagáis lo hagáis según Dios».
Santo Tomás de Aquino subraya que la gracia de la Eucaristía es la «unidad del Cuerpo Místico», la comunión con Cristo y entre nosotros, la unidad del pueblo cristiano.
A este respecto, el Catecismo de la Iglesia Católica afirma los siguientes frutos o efectos de la comunión:
- La comunión acrecienta la propia unión con Cristo.[124]
- La comunión con la Carne de Cristo resucitado, "vivificada por el Espíritu Santo y vivificante", conserva, acrecienta y renueva la vida de gracia recibida en el Bautismo.[125]
- La comunión separa del pecado.[126]
- Fortalece la caridad que, en la vida cotidiana, tiende a debilitarse; y esta caridad vivificada borra los pecados veniales.[127]
- Preserva de futuros pecados mortales.[128]
- La unidad del Cuerpo místico: La Eucaristía hace la Iglesia. Los que reciben la Eucaristía se unen más estrechamente a Cristo. Por ello mismo, Cristo los une a todos los fieles en un solo cuerpo: la Iglesia.[129]
- La comunión entraña un compromiso en favor de los pobres.[130]

### Eucaristía como prenda de la gloria futura
Según el evangelio de San Juan, Cristo ha prometido la vida eterna a los que lo reciben en este sacramento:

El que come mi carne y bebe mi sangre tiene Vida eterna, y yo lo resucitaré en el último día.
 Juan 6:54-56.

En una antigua oración se dice:

¡Oh sagrado banquete, en que Cristo es nuestra comida; se celebra el memorial de su pasión; el alma se llena de gracia, y se nos da la prenda de la gloria futura!
Del Oficio de Corpus Christi 

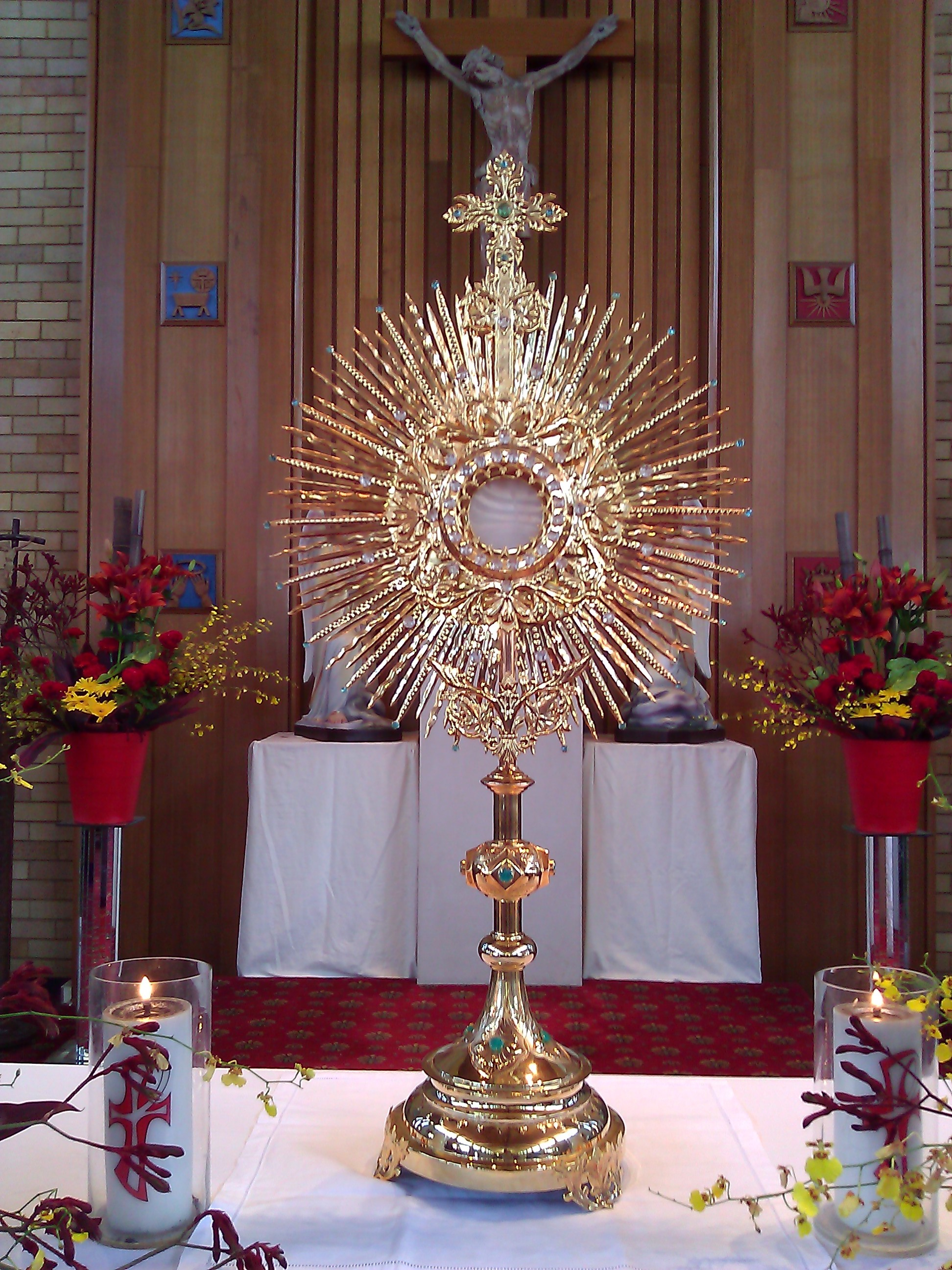
Adoración eucarística.

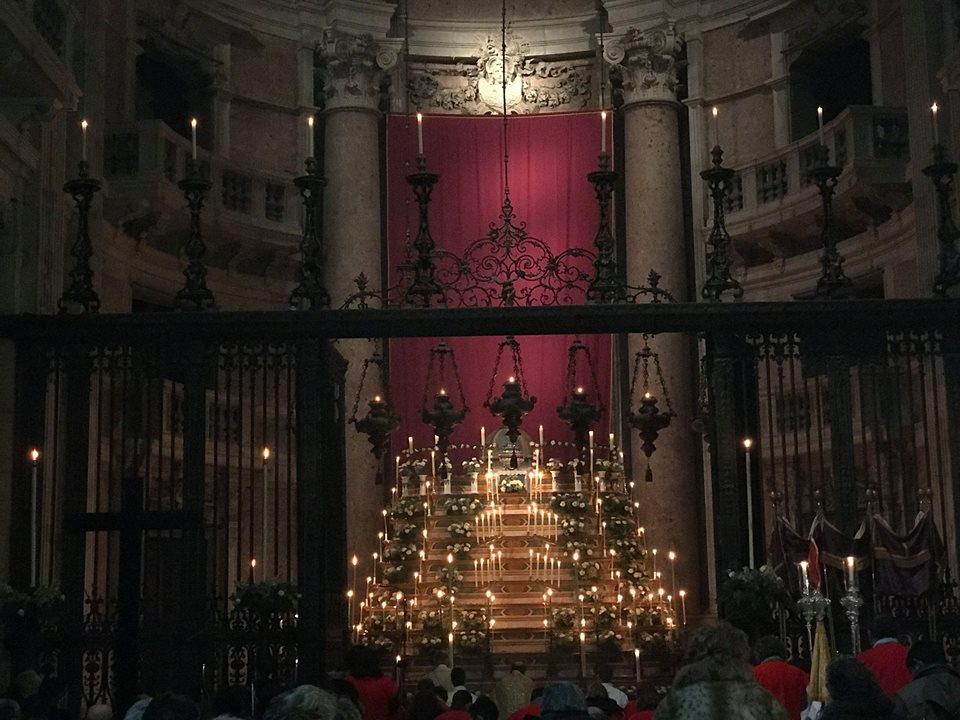
Adoración eucarística en la Basílica de Mafra, Portugal - Real y Venerable Hermandad del Santísimo Sacramento de Mafra.

En la oración citada se menciona un orden de tiempo, tres perspectivas: presente («el alma se llena de gracia»), pasado («memorial de su pasión») y futuro («prenda de la gloria futura»), que es el objeto de esta sección.
Según comenta Josep M. Rovira Belloso, «la fuerza de la Eucaristía consiste en anticipar la presencia de Cristo, término final de toda historia humana. Más aún, nos impele hacia aquel final que solamente llegará con la colaboración de la libertad responsable de los seres humanos. Para poder ser anticipación, el sacramento está arraigado en Cristo: desde este futuro absoluto, que se encuentra "en la derecha del Padre", Cristo es Señor del tiempo.  La Eucaristía es, por tanto, anticipación de la plenitud divina, que nos ha prometido y que esperamos con fe. Es el advenimiento incoado de esa plenitud. El Señor ha querido anticipar entre sus amigos su presencia y su gracia».
Dice el Catecismo de la Iglesia Católica: «La Iglesia sabe que, ya ahora, el Señor viene en su Eucaristía y que está ahí en medio de nosotros. Sin embargo, esta presencia está velada. Por eso celebramos la Eucaristía (...)mientras esperamos la gloriosa venida de Nuestro Salvador Jesucristo». «De esta gran esperanza, la de los cielos nuevos y la tierra nueva en los que habitará la justicia (cf 2 P 3,13), no tenemos prenda más segura, signo más manifiesto que la Eucaristía. En efecto, cada vez que se celebra este misterio, "se realiza la obra de nuestra redención" (LG 3) y "partimos un mismo pan que es remedio de inmortalidad, antídoto para no morir, sino para vivir en Jesucristo para siempre" (S. Ignacio de Antioquía, Eph 20,2)».

## Elementos de la Eucaristía
Pueden mencionarse la materia utilizada, la forma en que se realiza la misma, el ministro que la lleva a cabo y los participantes de la misma.

### Materia

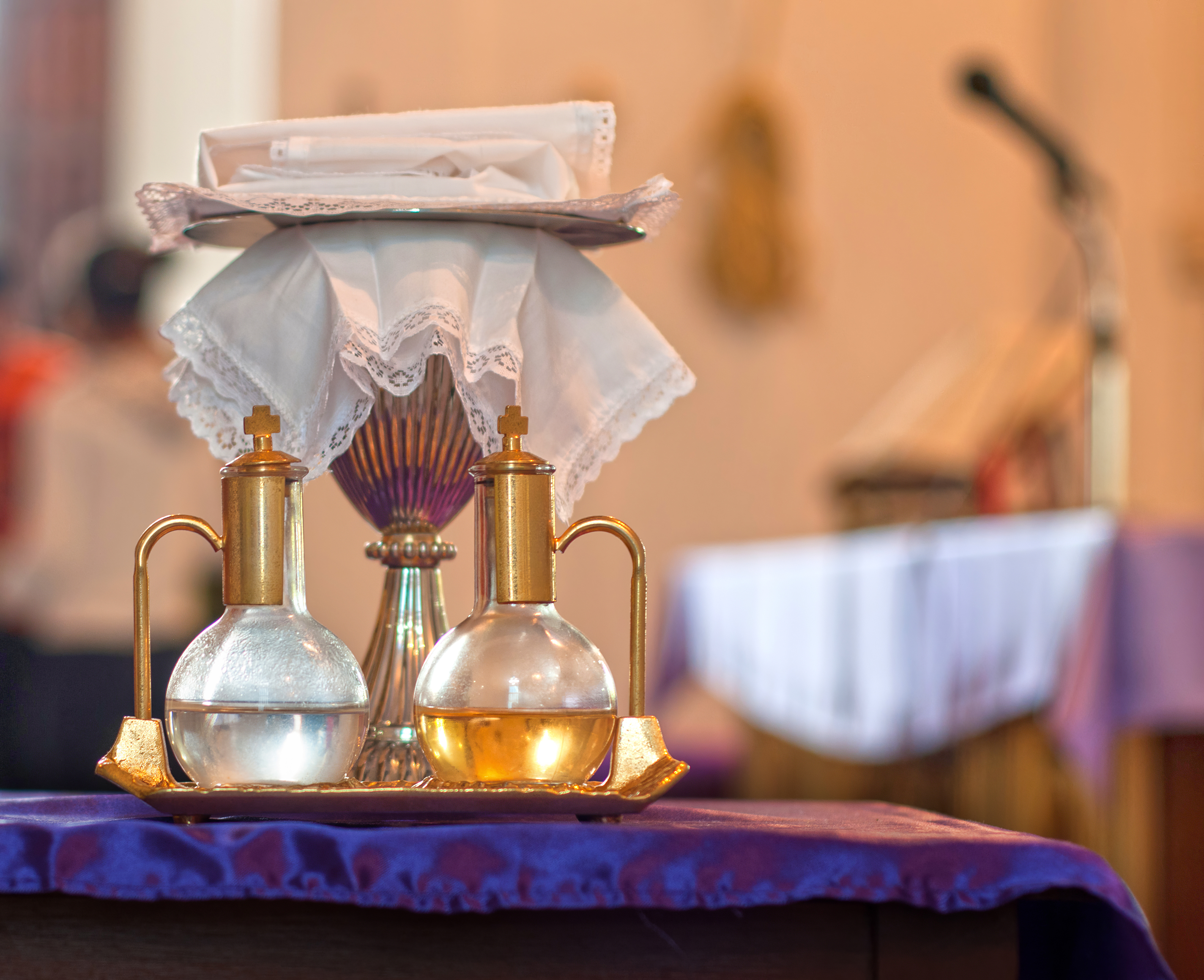
Preparativos para la celebración de la eucaristía. En un primer plano se pueden apreciar vinajeras que contienen vino y agua.

Se debe usar pan de trigo y vino de vid.
En la Instrucción general del Misal Romano se confirma para el rito latino el uso del pan ácimo (sin fermentar), el cual debe ser de confección reciente. Los orientales han usado y usan pan fermentado, lo cual es aceptado como válido por la Sede Romana.
Para los fieles que padecen la enfermedad celíaca, la Iglesia ha normado la elaboración de hostias «con la mínima cantidad de gluten necesaria para obtener la panificación sin añadir sustancias extrañas ni recurrir a procedimientos que desnaturalicen el pan». Asimismo se ha dispuesto que «el fiel celíaco que no pueda recibir la comunión bajo la especie del Pan, incluido el pan con una mínima cantidad de gluten, puede comulgar bajo la sola especie del Vino».  El sacerdote que padece esta enfermedad, y no puede tolerar ni una mínima cantidad de gluten no puede celebrar individualmente, pero sí, con permiso del Obispo,  concelebrar con otros sacerdotes y comulgar él solamente bajo la especie del vino, aunque no puede presidir la concelebración.
El vino para la celebración eucarística debe ser «del producto de la vid» (cfr. Lc 22, 18), natural y puro, es decir, no mezclado con sustancias extrañas.  Se mezcla con un poco de agua, de acuerdo a una costumbre antiquísima que según algunos documentos se remonta al mismo Jesucristo. El agua alude al agua y la sangre que salieron del costado de Cristo tras la lanzada (cf. Jn 19 34) y a la unión del pueblo cristiano con Cristo.
Para los sacerdotes que por motivos de salud, no pueden tomar vino ni aun en mínimas cantidades, está previsto, con permiso del Obispo, usar mosto, es decir «el zumo de uva fresco o conservado, cuya fermentación haya sido suspendida por medio de procedimientos que no alteren su naturaleza (por ejemplo el congelamiento)».

### Forma
La Iglesia Católica cree que el pan se convierte en el cuerpo y el vino en la sangre del Señor en el momento más solemne de la misa llamado consagración. En él, el sacerdote relata la escena de la institución del sacramento y repite las palabras usadas por Jesús, «esto es mi cuerpo», «esta es mi sangre», «haced esto en conmemoración mía»,  mencionadas anteriormente. La Iglesia enseña que «la fuerza de las palabras y de la acción de Cristo y el poder del Espíritu Santo hacen sacramentalmente presentes bajo las especies de pan y de vino su Cuerpo y su Sangre, su sacrificio ofrecido en la cruz de una vez para siempre».
En oriente se presta más atención a la epíclesis como mecanismo de consagración. Sin embargo, en las primeras anáforas, especialmente en Egipto, podría haber habido más una comprensión del proceso que un enfoque en un momento específico de consagración.

### Ministro
Solo el presbítero y el obispo válidamente ordenado pueden celebrar válidamente la Eucaristía. Según la Instrucción general del Misal Romano, varios ministros pueden celebrar conjuntamente la Eucaristía. A este acto se le llama concelebración, y según este documento, en ella «se manifiesta provechosamente la unidad del sacerdocio y del sacrificio, como también de todo el pueblo de Dios».
La misma está mandada:
- en la ordenación del obispo y de los presbíteros
- en la bendición de un abad
- en la misa crismal (Misa en que el Obispo bendice los óleos el Jueves Santo)

También –siempre según el mismo documento- es recomendada para:
- la misa del Jueves Santo
- la misa que se celebra en los concilios, en las reuniones de obispos y en los sínodos
- la misa conventual
- la misa principal que se celebra en las iglesias y en los oratorios.
- las misas que se celebran en cualquier tipo de reuniones de sacerdotes, tanto seculares como religiosos
- en la ordenación del Diácono

### Participantes
Si bien solo el sacerdote válidamente ordenado puede realizar la consagración, la Iglesia enseña que la Eucaristía es «fuente y cima de toda la vida cristiana», «compendio y suma de nuestra fe», el canon 230 del derecho canónico en su párrafo tercero ha establecido que donde lo aconseje la necesidad de la Iglesia y no haya ministros, pueden los laicos suplirles en algunas de sus funciones, es decir, ejercitar el ministerio de la palabra, presidir las oraciones litúrgicas, administrar el bautismo y dar la sagrada Comunión según la prescripción del derecho.
De acuerdo con la doctrina de la Iglesia católica recibir la Eucaristía en estado de pecado mortal es un sacrilegio y solo aquellos que se encuentren en estado de gracia, es decir, sin pecado mortal alguno, pueden recibirla. Basándose en 1 Cor 11:27-29 afirma lo siguiente: "Quien tenga conciencia de hallarse en pecado grave (pecado mortal) que no comulgue el Cuerpo del Señor sin acudir antes a la confesión sacramental".
La Iglesia insta a sus fieles de participar de la misma todos los domingos y fiestas de precepto, y de recibir al menos una vez al año la comunión sacramental y recomienda vivamente a los feligreses recibir la santa Eucaristía los domingos y los días de fiesta, o con más frecuencia aún, incluso todos los días, pero siempre en estado de gracia.
La celebración eucarística se da en el contexto de una reunión. La Iglesia cree que a la cabeza de la misma está Cristo mismo, que es el actor principal. Como representante suyo, el obispo o presbítero preside la asamblea «in persona Christi capitis» («en la persona de Cristo Cabeza»). Todos los fieles tienen parte activa en la celebración, cada uno a su manera: los lectores, los que presentan las ofrendas, los que dan la comunión, y el pueblo entero cuyo «Amén» manifiesta su participación.
También recordaremos nuevamente aquí que «la Iglesia, al desempeñar la función de sacerdote y víctima juntamente con Cristo, ofrece toda entera el sacrificio de la misa, y toda entera se ofrece en él»; «Porque toda misa, aunque sea celebrada privadamente por un sacerdote, no es acción privada, sino acción de Cristo y de la Iglesia».

## Desarrollo del rito
En la Primera Apología de Justino Mártir (cc.LXV-LXVII) se describe la celebración eucarística con las siguientes partes: liturgia de la palabra, homilía, oración de los fieles, abrazo de la paz, presentación de los dones y plegaria eucarística, comunión eucarística, comunión de bienes.

«65. Luego, al que preside a los hermanos, se le ofrece pan y un vaso de vino, y tomándolos él tributa alabanzas y gloria al Padre del universo por el nombre de su Hijo y por el Espíritu Santo y pronuncia una larga oración de gracias, por habernos concedido esos dones que de Él nos vienen... Y una vez que el presidente ha dado gracias y aclamado todo el pueblo, los que entre nosotros se llaman "ministros" o "diáconos" dan a cada uno de los asistentes parte del pan y del vino y del agua sobre el que se dijo la acción de gracias y lo llevan a los ausentes.

66. Y este alimento se llama entre nosotros "Eucaristía", de la que nadie es lícito participar, sino el que cree ser verdaderas nuestras enseñanzas y se ha lavado en el baño que da la remisión de los pecados y la regeneración, y vive conforme a lo que cristo nos enseñó... cuando Jesús, tomando el pan y dando gracias, dijo: "Haced esto en memoria mía, éste es mi cuerpo". E igualmente tomando el cáliz y dando gracias, dijo: "Esta es mi sangre", y que sólo a ellos les dio parte.

67. Seguidamente, nos levantamos todos a una y elevamos nuestras preces, y éstas terminadas, como ya dijimos, se ofrece pan y vino y agua, y el presidente, según sus fuerzas, hace igualmente subir a Dios sus preces y acción de gracias y todo el pueblo exclama diciendo "amén". Ahora viene la distribución y participación, que se hace a cada uno, de los alimentos consagrados por la acción de gracias y su envío por medio de los diáconos a los ausentes».

A partir del siglo III los testimonios acerca de la celebración de la Eucaristía son cada vez más claros, sea en relación con el esquema celebrativo que permanece sustancialmente el propuesto por Justino, sea por los numerosos textos de plegarias eucarísticas para la celebración. Tales textos contienen una verdadera catequesis teológica y de fe sobre la Eucaristía. En el libro de las Constituciones apostólicas se indica el orden de la celebración: liturgia de la palabra, oración de los catecúmenos y abrazo de la paz (los catecúmenos se retiran), presentación de los dones, anáfora o plegaria eucarística, comunión, oración después de la comunión, oración de bendición y despedida.
La plegaria eucarística consta de los siguientes elementos:
1. Acción de gracias que se expresa en el prefacio.
2. Aclamación de alabanza del pueblo con el sanctus.
3. La epíclesis para pedir la intervención del Espíritu Santo que transformará el pan en el cuerpo y el vino en la sangre del Señor.
4. La narración de la institución con las palabras consacratorias.
5. El memorial o anámnesis del misterio pascual de Cristo.
6. La ofrenda de la Iglesia a través y junto con la víctima sagrada.
7. Las peticiones e intercesiones por los vivos y muertos.
8. La doxología final que glorifica a Dios.

En algunas iglesias protestantes o evangélicas se bendicen los alimentos, se toman los elementos de la mano de ancianos o diáconos, se leen los pasajes donde es instituida, se participa y termina con oraciones de adoración y acción de gracias. [cita requerida]

## Bibliografía

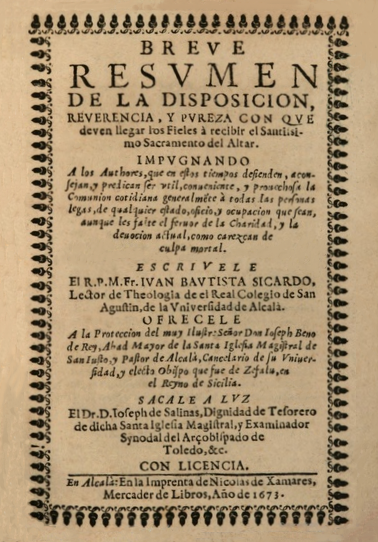
"Breve resumen de la disposicion, reverencia, y pureza con que deven llegar los Fieles à recibir el Santissimo Sacramento del Altar" (Juan Bautista Sicardo, 1673)